# Пантелеимон (Бащук)
Архиепи́скоп Пантелеи́мон (в миру Виктор Романович Бащук, укр. Віктор Романович Бащук; род. 14 января 1961 года, посёлок городского типа Белогорье, Хмельницкая область, УССР) — архиерей Украинской Православной Церкви, архиепископ Бучанский, викарий Киевской епархии. Тезоименитство — 27 июля (9 августа).

## Биография
Родился 14 января 1961 года в посёлке городского типа Белогорье Хмельницкой области в семье рабочих.
В 1980 году окончил Хмельницкий кооперативный техникум.
В 1980—1982 годах служил в рядах Советской Армии в городе Москве.
В 1984 году поступил в Московскую духовную семинарию.
В 1985 году был принят в братство Троице-Сергиевой Лавры.
5 января 1986 года наместником Троице-Сергиевой Лавры архимандритом Алексием (Кутеповым) был пострижен в монашество с именем Пантелеимон в честь великомученика Пантелеимона Целителя.
9 марта 1986 года в Успенском соборе города Владимира, архиепископом Владимирским и Суздальским Серапионом (Фадеевым) рукоположён во иеродиакона.
В 1988 году был направлен в Русскую духовную миссию в Иерусалиме.
28 июля 1988 года в Троицком соборе Миссии митрополитом Минским и Белорусским Филаретом (Вахромеевым) был рукоположён во иеромонаха.
С 1988 по 1992 год учился в Московской духовной академии.
В 1990 году был освобождён от послушания в Иерусалимской миссии и направлен в братство Троице-Сергиевой Лавры.
В том же 1990 году был по благословению Патриарха Пимена переведён в братство Свято-Данилова монастыря города Москвы.
29 марта 1990 года по благословению патриарха Пимена в Троицком соборе Свято-Данилова монастыря возведён в сан игумена.
С 1 апреля 1990 года по май 1991 года нёс послушание смотрителя Патриаршей резиденции в Свято-Даниловом монастрыре.
С 1 июня 1991 года по 5 марта 1996 года нёс послушание ризничего Свято-Данилова монастыря.
С 5 марта 1996 года согласно резолюции патриарха Московского и всея Руси Алексия II отчислен из числа братии Свято-Данилова монастыря в связи с направлением в Киево-Печерскую Лавру с зачислением в братию Лавры.
13 апреля 1996 года в Трапезном храме в честь преподобных Антония и Феодосия Печерских Свято-Успенской Киево-Печерской Лавры митрополитом Киевским и всея Украины Владимиром отец Пантелеимон был возведён в сан архимандрита.
14 мая 1996 года назначен исполняющим обязанности казначея Лавры.
12 сентября 1996 года решением Священного Синода Украинской Православной Церкви назначен наместником Глинской мужской пустыни.
13 сентября 1996 года в Трапезном храме Киево-Печерской лавры за Божественной Литургией митрополит Киевский Владимир вручил ему настоятельский жезл.
22 ноября 2000 года решением Священного Синода УПЦ назначен епископом Васильковским, Викарием Киевской Митрополии.
23 декабря 2000 года в Трапезном Храме Свято-Успенской Киево-Печерской Лавры наречён во епископа Васильковского, викария Киевской митрополии.
24 декабря 2000 года в Трапезном храме Киево-Печерской Лавры за Божественной Литургией была совершена архиерейская хиротония архимандрита Пантелеимона во епископа Васильковского, викария Киевской митрополии, с оставлением в должности наместника ставропигиальной Глинской Рождества Пресвятой Богородицы пустыни.
10 ноября 2005 года решением Священного Синода Украинской Православной Церкви освобождён от прежних должностей и назначен епископом Шаргородским, викарием Винницкой епархии.
31 мая 2007 года «до выздоровления митрополита Винницкого Макария» назначен временно управляющим Винницкой епархией.
10 июня 2007 года назначен управляющим новосозданной самостоятельной Северодонецкой епархией.
27 июля 2007 года был переведён на новообразованную Александрийскую кафедру.
11 ноября 2008 года переведён на Уманскую кафедру.
9 июля 2011 года на площади перед Успенским собором Киево-Печерской лавры митрополитом Киевским и всея Украины Владимиром (Сабоданом) возведён в сан архиепископа.
29 января 2016 года назначен архиепископом Бучанским, викарием Киевской епархии.

## Публикации
- Братские контакты // Журнал Московской Патриархии. М., 1986. № 6. стр. 27-29.

## Награды
- Медаль Преподобного Сергия Радонежского I степени (1987),
- Крест с украшениями (30 августа 1993)
- Орден преподобного Нестора Летописца (УПЦ, 1998)
- Юбилейный орден «Рождество Христово 2000» I степени (УПЦ, 2000),
- Орден святого равноапостольного великого князя Владимира III степени (УПЦ, 2000)
- «Равноапостольного князя Владимира» II степени (УПЦ, 2006)
- «Преподобного Сергия Радонежского» II-й степени (2008)
- Орден святого преподобного Серафима Саровского II степени (2011 год)[8]
- «Святого апостола Андрея Первозванного» (УПЦ, 2011)